# روزنامک
روزنامَک (به رومانیایی: ''Kis Újság'') (روزنامه کوچک) روزنامه‌ای بود که بین ۲ آوریل ۱۹۳۲ و ۷ سپتامبر ۱۹۳۲ توسط آندور پاپ در آراد ویرایش و منتشر می‌شد و سپس تا سپتامبر ۱۹۴۱ یک روزنامه هفتگی بود.